# مفاعل دفعات

رمز المفاعل الدفعي

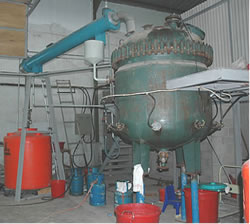

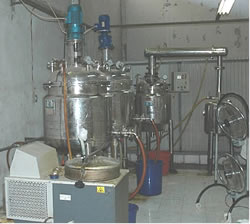

المفاعل الدفعي أو مفاعل الدفعات أو مفاعل الوجبات أو المفاعل المتقطع أو غير المستمر (بالإنجليزية: Batch reactor) مصطلح عام يصف نوع من أوعية التفاعل المنتشرة في الصناعات التحويلية، وقد تسبب تسمية هذه المفاعلات شيء من اللبس لأنها قد تقوم بعمليات صناعية أخرى غير التفاعل، من إذابة وخلط وتقطير وتبلور واستخلاص سائل من سائل وكوثرة. وفي بعض الأحيان يشار للمفاعل الدفعي بأسماء أخرى تصف طبيعة العملية التي يؤديها، مثلا المفاعل الحيوي قلما يسمى مفاعلا دفعيا إلا أنه من أنواعها.
يتكون المفاعل الدفعي النموذجي من خزان بخلاط (ويسمى مهيج) كما أنه مزود بمنظومة تسخين أو تبريد. وتختلف أحجام هذه الأوعية فقد تقل عن لتر واحد وقد تبلغ عشرات آلاف اللترات. تصنع غالبا من مادة الفولاذ أو من الفولاذ المقاوم للصدأ أو من سبيكة أخرى، كما أنها قد تكون ذات بطانة زجاجية تجنبا لتآكل أو تفاعل جدران الوعاء. وتُشحن بالسوائل والمواد الصلبة من وصلات في الغطاء العلوي للمفاعل، وتسمح وصلات أخرى في الغطاء العلوي بتفريغ الغازات والأبخرة. وتفرغ السوائل من الأسفل.
من مميزات المفاعل الدفعي مرونته، فيُمكن استعمال وعاء واحد لتنفيذ سلسلة من العمليات المختلفة بدون الاضطرار إلى مقاطعة الاحتواء. وهذه الخاصية مفيدة خاصة عند معالجة مركبات كيميائية سامة أو فائقة التفاعلية.

## التهييج
منظومة التهييج تتألف من عمود إدارة ذي وحدة إدارة علوية. تركّب ريَش الدفاعة على العمود. وتتنوع تصميمات تلك الريَش والتي يمتد طولها ليشمل عادةً نحو ثلثي قطر الوعاء. وتستعمل مضارب أو مجاديف شكل كل منها شبيه بالمرساة عند التعامل مع مواد عالية اللزوجة، لتقليل المسافة بينها وبين الجدران.
وتستعمل معظم المفاعلات الدفعية فواصل، وهي عبارة عن حواجز ثابتة الغرض منها فض التيارات الناجمة عن دوران المهيج. وقد تركّب تلك الفواصل على الغطاء العلوي أو على الجدران الداخلية.
رغم التوصل إلى تحسنات ملحوظة في تصميم الفواصل والمضارب، يظل التهييج في المفاعلات الدفعية الكبيرة مقيدا بالطاقة التي يمكن توفيرها. فإذا فاقت طاقة التهييج خمسة كيلو واط تقريبا، تضع عبئا غير مقبولا على منظومة التبريد. كما أن تعلية أحمال المهيج قد ينجم عنها مشكلات متعلقة باستقرار العمود. لذا لا يمثل المفاعل الدفعي الحل المثالي للتطبيقات التي يكون التهييج فيها عاملاَ حرجا. يمكن إنجاز معدلات تهييج أعلى بكثير باستعمال أنظمة جريان مستمر أصغر حجما مزودة بمهيجات عالية السرعة، مثلا فائقة الصوت أو خلاطات ساكنة.